# Belleterre
Belleterre est une ville de la province de Québec (Canada), dans la municipalité régionale de comté de Témiscamingue de la région administrative Abitibi-Témiscamingue.

## Histoire
- 13 mai 1942 : Fondation de la ville de Belleterre.

Belleterre a été fondé en 1942 à la suite de la découverte par William Logan de gisements d'or. 
Une mine fut en exploitation dès 1935. À cette époque prospère, 2 000 personnes y vivaient. 
En 1957, le filon donnant des signes de raréfaction, la mine a été fermée. 
Aujourd'hui, Belleterre est une municipalité vivant de la forêt, du tourisme, de la chasse et de la pêche. 
Le gentilé de l'endroit est Belleterrien(ne).

## Démographie
| 1991 | 1996 | 2001 | 2006 | 2011 | 2016 | 2021 |
| ---- | ---- | ---- | ---- | ---- | ---- | ---- |
| 418  | 395  | 381  | 350  | 298  | 313  | 285  |

## Administration
Les élections municipales se font en bloc pour le maire et les six conseillers.
| Belleterre Maires depuis 2002                                                                                        |                     |         |          |
| Élection | Maire               | Qualité | Résultat |
| 2002 | Jean-Pierre Charron |         | Voir     |
| 2005 | Jean-Pierre Charron | Voir    |          |
| 2009 | Bruno Boyer         |         | Voir     |
| 2013 | Bruno Boyer         | Voir    |          |
| 2017 | Bruno Boyer         | Voir    |          |
| 2021 | Bruno Boyer         | Voir    |          |
| Élection partielle en italique Depuis 2005, les élections sont simultanées dans toutes les municipalités québécoises |                     |         |          |

## Personnalité liée à Belleterre
- Roger Cote, ancien joueur de hockey professionnel ayant évolué dans l'Association mondiale de hockey.